# Arthur Balfour
Arthur James Balfour, 1.º Conde de Balfour KG, OM, PC (Whittingehame, 25 de julho de 1848 – Woking, 19 de março de 1930) foi um político e estadista britânico, Primeiro-ministro do Reino Unido entre 1902-1905. É conhecido internacionalmente por ter dado seu nome, quando ministro do Exterior, à "Declaração de Balfour" através da qual o Governo britânico apoiou em 1917 as aspirações sionistas de criação de um estado nacional judeu na Palestina.

## Vida
Também conhecido como Lord Balfour, foi um estadista conservador britânico que serviu como Primeiro-Ministro do Reino Unido de 1902 a 1905. Como secretário de Relações Exteriores no ministério Lloyd George, ele emitiu a Declaração Balfour em 1917 em nome do gabinete.
Entrando no parlamento em 1874, Balfour alcançou proeminência como secretário-chefe para a Irlanda, posição em que suprimiu a agitação agrária enquanto tomava medidas contra proprietários ausentes. Ele se opôs ao Home Rule irlandês, dizendo que não poderia haver meio-termo entre a Irlanda permanecer dentro do Reino Unido ou se tornar independente. A partir de 1891, ele liderou o Partido Conservador na Câmara dos Comuns, servindo sob o comando de seu tio, Lord Salisbury, cujo governo obteve grande maioria em 1895 e 1900. Um debatedor estimado, ele estava entediado com as tarefas mundanas de gerenciamento do partido.
Em julho de 1902, ele sucedeu a seu tio como primeiro-ministro. Na política interna, ele aprovou a Lei de Compra de Terras (Irlanda) de 1903, que comprou da maioria dos proprietários de terras anglo-irlandeses. O Education Act 1902 teve um grande impacto de longo prazo na modernização do sistema escolar na Inglaterra e no País de Gales e forneceu apoio financeiro para escolas operadas pela Igreja da Inglaterra e pela Igreja Católica. Os não-conformistas ficaram indignados e mobilizaram seus eleitores, mas não conseguiram reverter isso. Na política externa e de defesa, ele supervisionou a reforma da política de defesa britânica e apoiou as inovações navais de Jackie Fisher. Ele garantiu a Entente Cordiale com a França, uma aliança que isolou a Alemanha. Ele abraçou com cautela preferência imperial defendida por Joseph Chamberlain, mas as renúncias do Gabinete devido ao abandono do livre comércio deixaram seu partido dividido. Ele também sofreu com a ira pública nas fases posteriores da guerra dos Bôeres (guerra de contra insurgência caracterizada como "métodos de barbárie") e a importação de mão de obra chinesa para a África do Sul ("escravidão chinesa"). Ele renunciou ao cargo de primeiro-ministro em dezembro de 1905 e no mês seguinte os conservadores sofreram uma derrota esmagadora na eleição de 1906, na qual ele perdeu seu próprio assento. Ele logo voltou ao Parlamento e continuou a servir como Líder da Oposição durante a crise do orçamento de Lloyd George de 1909, a perda estreita de mais duas Eleições Gerais em 1910 e a aprovação da Lei do Parlamento de 1911. Ele renunciou ao cargo de líder do partido em 1911.
Balfour voltou como Primeiro Lorde do Almirantado no Governo de Coalizão de Asquith (1915–16). Em dezembro de 1916, ele se tornou secretário de Relações Exteriores da coalizão de David Lloyd George. Ele era frequentemente deixado de fora do funcionamento interno da política externa, embora a Declaração de Balfour sobre uma pátria judaica levasse seu nome. Ele continuou a servir em cargos seniores ao longo da década de 1920 e morreu em 19 de março de 1930 aos 81 anos, tendo gasto uma vasta fortuna herdada. Ele nunca se casou. Balfour formou-se filósofo - ele originou um argumento contra a crença de que a razão humana pudesse determinar a verdade - e foi visto como tendo uma atitude imparcial em relação à vida, resumida por uma observação que lhe foi atribuída: "Nada importa muito e poucas coisas importam".